# Kamen Rider Outsiders
Pour les articles homonymes, voir Outsiders (série télévisée).
Kamen Rider Genms -Smart Brain et 1000% Crisis-
Kamen Rider Outsiders (仮面ライダーアウトサイダーズ, Kamen Raidā Autosaidāzu) est une web-série japonaise de type tokusatsu, servant d'incursion entre différents personnages secondaires des séries Kamen Rider. Elle est exclusivement diffusée sur Toei Tokusatsu Fan Club.

## Synopsis
Après que les êtres humains lui ont appris la bienveillance, l'intelligence artificielle dénommée Zein conclut que pour éliminer définitivement la malveillance dans le monde et créer un monde en paix, il faut éliminer l'humanité. Pour faire face à Zein et sauver l'humanité, la Foundation X a rassemblé des Dark Riders, des Kamen Riders réputés maléfiques, pour qu'ils fassent équipe et combattent Zein. Comment de mauvaises têtes comme les Dark Riders vont-ils travailler ensemble pour vaincre Zein? Tout cela est le but du projet Outsiders.

## Épisodes
| Numéro | Titre | Scénariste(s)                                          | Date de sortie    |
| ------ | --- | ------------------------------------------------------ | ----------------- |
| 0      | Fin de Genms et début du projet (ゲンムズのおわりと計画のはじまり, Genmuzu no Owari to Keikaku no Hajimari)                              | Yuya Takahashi                                         | 16 octobre 2022   |
| 1      | Le trésor du Mirror World et le retour d'Ouja (鏡の世界ミラーワールドのお宝と王蛇の帰還, Mirā Wārudo no Otakara to Ōja no Kikan)         | Hiroki Uchida                                          | 29 janvier 2023,  |
| 2      | Le présage de la destruction et le réveil de Desast (滅びの予兆とデザストの覚醒, Horobi no Yochō to Dezasuto no Kakusei)                 | Hiroki Uchida                                          | 9 avril 2023      |
| 3      | Le Battle Fight reprend et la naissance de Zein (バトルファイトの再開とゼインの誕生, Batoru Faito no Saikai to Zein no Tanjō)            | Daiki Nagahama (sous la supervision de Yuya Takahashi) | 23 juillet 2023   |
| 4      | Le flux fou du temps et l'identité de Zein (狂った時の運行とゼインの正体, Kurutta Toki no Unkō to Zein no Shōtai)                        | Daiki Nagahama (sous la supervision de Yuya Takahashi) | 1er octobre 2023  |
| 5      | Déesse de la création et la Troisième Singularité (創世の女神と第三のシンギュラリティ, Faibu Sōsei no Megami to Daisan no Shingyurariti) | Yuya Takahashi                                         | 12 mai 2024       |
| 6      | Paix, Amour et le Sauveur des Dimensions (ラブ＆ピースと次元の救世主, Rabu Ando Pīsu to Jigen no Kyūseishu)                              | Yuya Takahashi                                         | 29 septembre 2024 |
| 7      | Outsiders et le Desire Royale (アウトサイダーズと最期の戦い, Autosaidāzu to Dezaia Rowaiyaru)                                            | Yuya Takahashi                                         | 22 décembre 2024  |

## Distribution
- Kuroto Dan (檀 黎斗, Dan Kuroto?): Tetsuya Iwanaga (岩永 徹也, Iwanaga Tetsuya?)[1]
- Gai Amatsu (天津 垓, Amatsu Gai?): Nachi Sakuragi (桜木 那智, Sakuragi Nachi?)[1]
- Rin (厘?): Myra Arai (新井 舞良, Arai Maira?)[1]
- Mari Sonoda (園田 真理, Sonoda Mari?), Smart Queen (スマートクイーン, Sumāto Kuīn?): Yuria Haga (芳賀 優里亜, Haga Yuria?)
- Tsumuri (ツムリ?): Kokoro Aoshima (青島 心, Aoshima Kokoro?)
- Yuto Sakurai (桜井 侑斗, Sakurai Yūto?): Yuichi Nakamura (中村 優一, Nakamura Yūichi?)
- Brain (ブレン, Buren?): Shota Matsushima (松島 庄汰, Matsushima Shōta?)
- Horobi (滅?): Syuya Sunagawa (砂川 脩弥, Sunagawa Syuya?)[1]
- Ren Akamichi (緋道 蓮, Akamichi Ren?): Eiji Togashi (富樫 慧士, Togashi Eiji?)[1]
- Nico Saiba (西馬 ニコ, Saiba Niko?): Reina Kurosaki (黒崎 レイナ, Kurosaki Reina?)
- Sakuya Tachibana (橘 朔也, Tachibana Sakuya?): Hironari Amano (天野 浩成, Amano Hironari?)
- George Karizaki (ジョージ・狩崎, Jōji Karizaki?): Noritaka Hamao (濱尾 ノリタカ, Hamao Noritaka?)
- Misora Isurugi (石動 美空, Isurugi Misora?): Kaho Takada (高田 夏帆, Takada Kaho?)[8]

## Thèmes musicaux

### Générique de fin
- "What's the Outsiders?"[10]
  - Lyrics: m.c.A·T
  - Composition: m.c.A·T
  - Artistes: m.c.A·T